# فرناندو الثالث (ملك قشتالة)

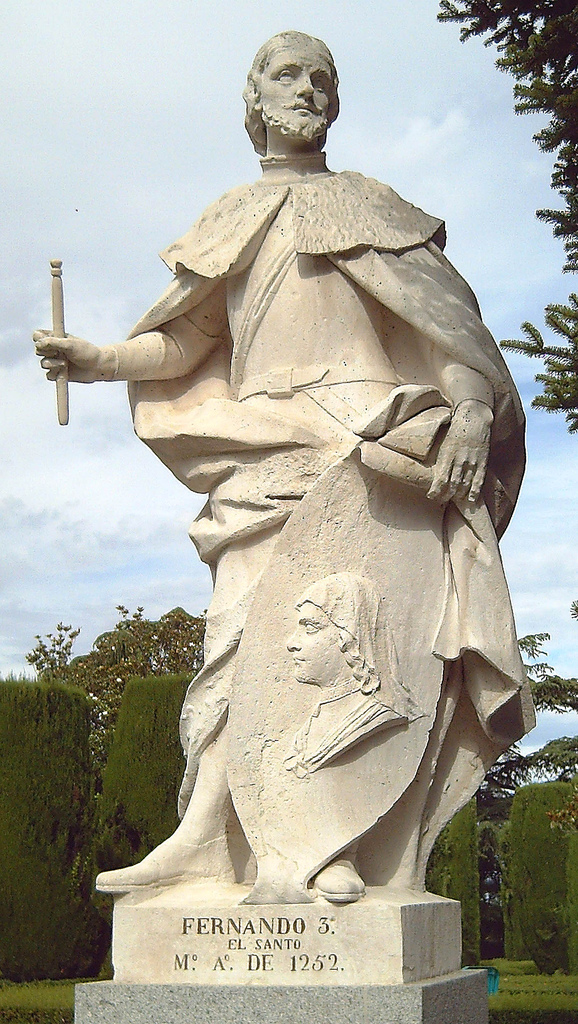
فرناندو الثالث

فرناندو الثالث (5 أغسطس 1199 - 30 مايو 1252)و يسمى (ايل سانتو) ملك قشتالة منذ عام 1217 حتى وفاته وملك ليون منذ عام 1230. وهو ابن ملك ليون ألفونسو التاسع وبرينغيلا ملكة قشتالة.من خلال زواجه الثاني كان أيضًا كونت أومالي. كان فرديناند الثالث واحدًا من أنجح ملوك قشتالة، حيث لم يؤمن الاتحاد الدائم لتيجان قشتالة وليون فحسب، بل كان أيضًا العقل المدبر لحملة التوسع الإقليمي الأكثر اتساعًا جنوبًا حتى الآن في الوادي الكبير ، حيث كان الحكم الإسلامي في حالة فوضى في أعقاب تراجع الوجود الدولة الموحدية في شبه الجزيرة الايبيرية.

## مملكة ليون وقشتالة
كانت مملكة ليون معروفة بمملكة أستورياس حتى 924، عندما أصبحت مملكة ليون، وبقيت تحت هذا الاسم حتى دمجت مع مملكة قشتالة في 1230، بعد أن أصبح فرناندو الثالث ملك مشترك للمملكتين.

## كاتدرائية توليدو
شيدت كاتدرائية توليدو بين 1226-1493 على غرار كاتدرائية بوورج. بدأت في 1226 في عهد فرناندو الثالث ملك كاستيا تم الانتهاء، خلال أوقات الملوك الكاثوليك في 1493. وتضم مكتبة كاتدرائية توليدو ملايين المخطوطات والوثائق من القرنين الثامن والحادي عشر.

## سقوط قرطبة
كانت قرطبة منذ سقوط الخلافة الأموية عام 1031م تعاني من الإهمال بعد أن فقدت مكانتها وبريقها؛ إذ انتقلت العاصمة إلى إشبيلية، وكان أهلها مشهورين بالثورة والتمرد ولكنهم ليسوا على قلب رجل واحد تجمعهم الثورة وتفرقهم الأطماع والأهواء، فتارة يبايعون محمد بن يوسف بن هود، وتارة ابن الأحمر، وتارة بلا قائد أو بيعة.
وفي منتصف القرن الثاني عشر سقطت دولة المرابطين على يد حركة إسلامية أخرى هي حركة الموحدين، فصارت قرطبة وباقي الأندلس الإسلامية بأيديهم. وقام الموحدون بإعادة عاصمة الأندلس إلى قرطبة، فاستعادت شيئاً من مكانتها السابقة. وفي هذه الفترة ظهر في قرطبة الفيلسوف المسلم ابن رشد، بالإضافة إلى العالم الديني اليهودي ابن ميمون، أشهر فلاسفة اليهودية في العصور الوسطى.
ولم يصمد الموحدون طويلاً بعد ذلك، فقد انهزموا هزيمة قاصمة في معركة العقاب («لوس ناباس دي تولوزا» بالإسبانية) عام 1212م، فتهاوت بعد ذلك معظم المدن الإسلامية في الأندلس في أيدي مملكة قشتالة المسيحية، فسقطت قرطبة عام 1236 م على يد فرناندو الثالث بعد ما يزيد على خمسة قرون من الحكم الإسلامي للمدينة:
في أواخر ربيع الثاني سنة 633هـ، أرسل «فرناندو الثالث» سرية استطلاعية من الفرسان لاستكشاف تحصينات المدينة، واستعدادات أهلها الدفاعية، وبمعاونة أحد المسلمين الذين ارتدوا عن الإسلام، استطاعت هذه السرية أن تستولي على العديد من أبراج المدينة، وهرع أهل قرطبة لطردهم عنها. ولكن السرية استماتت في القتال، وأرسلت برسائل استغاثة لفرناندو الثالث. فجاءت إمدادات سريعة بقيادة أساقفة الكنائس القريبة من قرطبة، وجاء فرناندو بنفسه وحاصر المدينة بقواته، أخذ فرناندو الثالث في تشديد الحصار على المدينة، حتى أوشك أهلها على التسليم، ولكنهم عادوا وقويت نفوسهم بعدما علموا أن مؤن الجيش الصليبي على وشك النفاد. وشعر فرناندو أن لابن هود يدًا في الأمر، فاستغل العداء المستحكم بين ابن هود وابن الأحمر لصالح أغراضه، وأرسل لابن الأحمر يعرض عليه المحالفة والمعاهدة على ابن هود، ووافق ابن الأحمر.
انهارت معنويات أهل قرطبة عندما وصلتهم أخبار معاهدة فرناندو لابن الأحمر، واضطروا للموافقة على التسليم، ودخل فرناندو الثالث قرطبة يوم الأحد 29 يونيو سنة 1236 م 

## سقوط إشبيلية
حاصر فرناندو إشبيلية فيما عرف بحصار إشبيلية لمدة سنة ونصف، وذلك بعد سقوط قرطبة، وأخذ الحصار يشتد والمسلمون المحاصرون يعانون الجوع والحصار، ولم تفلح محاولات العلماء في بثّ الروح وإعادة الثقة إلى النفوس الواهنة والأبدان الناحلة التي هدّها الجوع وعضَّها الحرمان، وأنهكها القتال المستمر طوال خمسة عشر شهرًا، دون أن تأخذ قسطًا من الراحة، ولم تتحرك الدول المسلمة القريبة لنجدة إشبيلية؛ فالدولة الموحدية مشغولة بمحاربة الدولة المرينية الناشئة، والدولة الحفصية لم تُلقِ بالاً إلى صرخات المحاصَرين، ودولة بني الاحمر الأندلسية في غرناطة مغلولة اليد بمعاهدة فخرية مع القشتاليين، ويشترك أميرها في حصار إخوانه المسلمين في أشبيلية؛ لكل هذا غاضت الآمال في النفوس، وامتلك اليأس القلوب، وفقدت إشبيلية أي بارقة للإنجاد.
ولم يجد زعماء إشبيلية مفرًا من التسليم، وحاولوا أن يخففوا من وقع المصيبة، فعرضوا تسليم ثلث المدينة فرفض فرناندو الثالث هذا العرض، فحاولوا مرة أخرى بتسليم نصف المدينة، فأبى فرناندو الثالث إلا أن تسلم المدينة كاملة، فكان له ما أراد، وانتهت المفاوضات بين الفريقين على أن تسلم المدينة كاملة سليمة لا يُهدم من صروحها شيء، وأن يغادرها سكانها، مع السماح لهم بأن يحملوا كل أمتعتهم من مال وسلاح، وأن تُسلَّم مع المدينة سائر الأراضي التابعة لها.
ولما وقع الاتفاق بين الفريقين، سُلِّم قصر الوالي ومقر الحكم في إشبيلية إلى ملك قشتالة، فرفع عليه شعاره الملكي فوق برج القصر العالي في (3 شعبان 646 هـ / 21 نوفمبر 1248)، وكان ذلك إيذانًا بسقوط إشبيلية في أيدي النصارى القشتاليين، وقضى المسلمون شهرًا في إخلاء المدينة، وتصفية حاجاتهم، وبيع ممتلكاتهم قبل أن يغادروها، وتقدر بعض الروايات عدد من خرج بنحو 400 ألف مسلم، هاجروا إلى مختلف نواحي المغرب وما تبقى من مدن الأندلس المسلمة.
وفي (5 رمضان 646 هـ / 22 ديسمبر 1248) دخل فرناندو الثالث مدينة إشبيلية مزهوًا بنفسه، مختالاً بقواته، يحوطه موكب ضخم، واتجه إلى مسجد المدينة الأعظم الذي تحول إلى كنيسة، وقد وُضع به هيكل مؤقت، وأقيم في المسجد قداس الشكر، ثم اتجه إلى قصر إشبيلية، حيث أدار شئون دولته، وقام بتقسيم دور المسلمين وأراضيهم بين جنوده، ومن ذلك التاريخ أصبحت إشبيلية عاصمة مملكة قشتالة النصرانية بدلاً من طليطلة.
وهكذا سقطت إشبيلية حاضرة الأندلس بعد أن ظلت خمسة قرون وثلث القرن تنعم بالحكم الإسلامي منذ أن فتحها موسى بن نصير سنة (94 هـ / 712)، وظلت منذ ذلك الحين مركزًا للحضارة، ومنارة للعلم، ومأوى للعلماء والشعراء والأدباء، ولا تزال آثارها الباقية شاهدة على ما بلغته المدينة من نمو وازدهار إسلامي.